# Anástacia da Costa

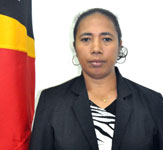
Anástacia da Costa

Anástacia da Costa Soares Amaral (* 3. März 1976 in Viqueque, Osttimor) ist eine osttimoresische Politikerin. Sie ist Mitglied der Partei FRETILIN.
Costa hat einen Bachelor als Lehrerin für Chemie und war früher auch als Lehrerin tätig. Von 2012 bis 2017 war Ribeiro Abgeordnete im Nationalparlament Osttimors. Sie war Mitglied in der Kommission für Gesundheit, Bildung, Kultur, Veteranen und Gleichstellung der Geschlechter (Kommission F). Bei den Wahlen 2017 wurde sie nicht mehr auf der Wahlliste der FRETILIN aufgestellt.